# باحة برودمان الثامنة

الطرف الوحشي من الدماغ وعليه باحات برودمان مرقمة والباحة الثامنة في أعلى اليسار

باحة برودمان الثامنة هي أحد مناطق الدماغ المحددة وفق النظام الخلوي لبرودمان. تشارك بالتخطيط للحركات المعقدة.

## الإنسان
باحة برودمان 8 (Brodmann area 8 (BA8)) هي جزء من القشر الجبهي في دماغ الإنسان. تقع أمام القشرة أمام الحركية تماماً (أمام باحة برودمان 6 مباشرة)، تتضمن الباحات العينية الجبهية (سميت كذلك لأنه يعتقد أنها تلعب دوراً هاماً في ضبط حركات العين). تسبب أذية هذه المنطقة بسبب سكتة دماغية، رض أو انتان انحرافاً في مقوية العينين نحو جهة الأذية. تحدث هذه الموجودات السريرية خلال أول بضع ساعات من الحدثية الحادة مثل الاحتشاء الوعائي الدماغي (السكتة الدماغية) أو النزف.

## القرد (هجرس أو جينون)
يشير مصطلح باحة برودمان 8 إلى القسم المعرف بالتهندس الخلوي من الفص الجبهي لقرد الهجرس. يقع خلف التلم المقوس، لم يؤخذ بعين الاعتبار من قبل برودمان 1909 أنها مماثلة طبغرافياً (تضريسياً) للباحة الجبهية المتوسطة الثامنة في دماغ الإنسان.
سمات تمييزية (برودمان 1905): بالمقارنة مع برودمان 6-1909، تمتلك باحة برودمان 8 طبقة حبيبية داخلية (الطبقة الرابعة IV) مبعثرة لكنها واضحة بشدة. تحوي تحت الطبقة 3b في الطبقة الهرمية الخارجية (الثالثة III) خلايا هرمية متوسطة الحجم منتشرة بشدة، الطبقة الهرمية الداخلية V فيها خلايا عقدية أكبر منتشرة بشدة تتخللها بعض الخلايا الحبيبية، الطبقة الحبيبية الخارجية (الثانية II) أكثف وأوسع، الطبقات الخلوية أكثر وضوحاً، غياب الخلايا في باحة برودمان 8 أكثر نوعاً ما منه في باحة برودمان 6.

## الوظائف
الباحة تشارك في إدارة عملية الشك. أظهرت دراسة أجريت عن طريق التصوير بالرنين المغناطيسي الوظيفي أن تفعيل باحة برودمان 8 يحدث عند مواجهة الشك أثناء اختبار الأشياء، وكلما ازداد الشك ازداد تفعيل هذه الباحة.
تفسير بديل أن هذا التفعيل في القشر الجبهي يرمز للأمل، توقعات العليا المرتبطة طردياً مع الشك.

## صورة

صورة متحركة.
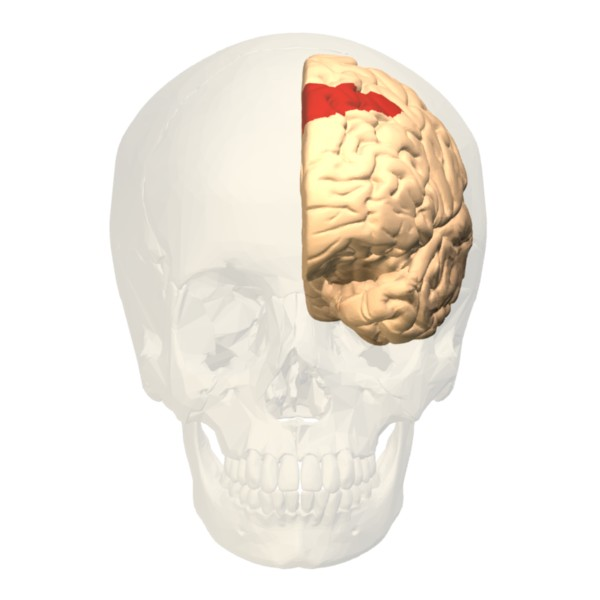
منظر أمامي.
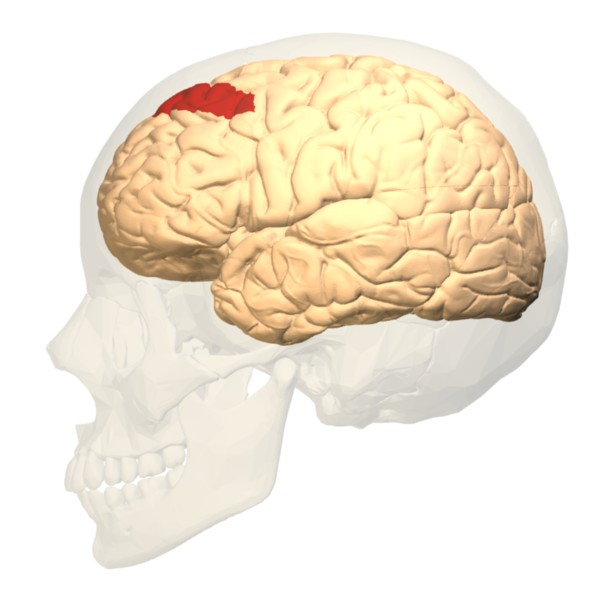
منظر وحشي.
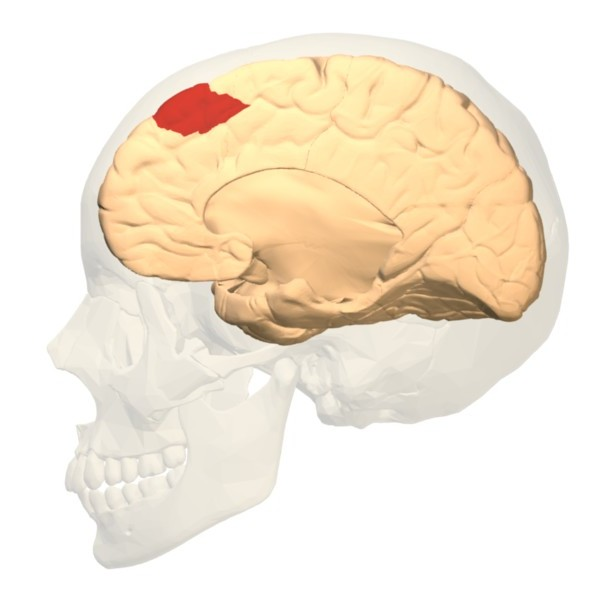
منظر أنسي.

## روابط خارجية
- قائمة باحات برودمان - جامعة كولارادو